# Griet Vandermassen

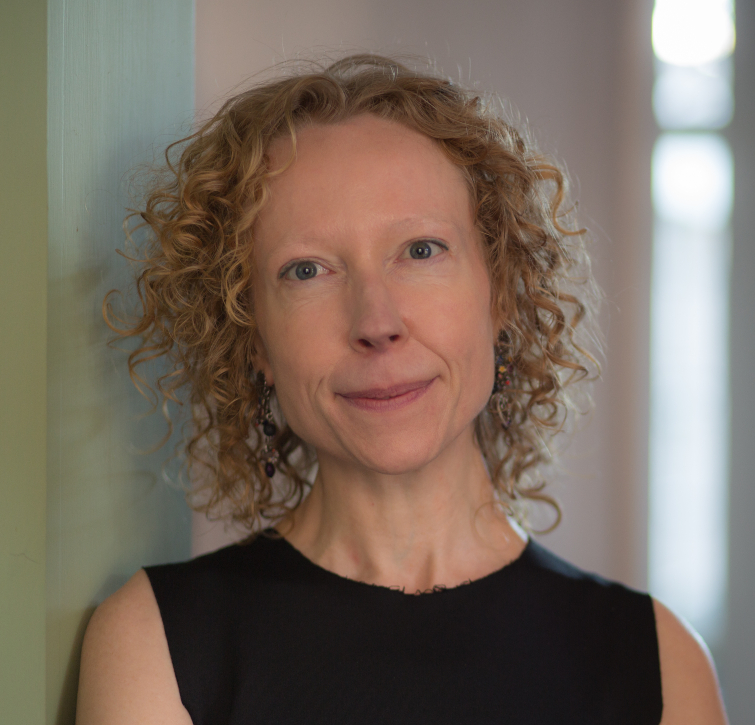
Griet Vandermassen, 2021.

Griet Vandermassen (Zottegem, 1970) is een Vlaamse filosofe, publiciste en columniste.

## Academische achtergrond
Vandermassen studeerde Germaanse filologie (Engels/Duits) en wijsbegeerte aan de Universiteit Gent. In 2007 promoveerde ze op een proefschrift over de gespannen verhouding tussen de feministische en de evolutionair-wetenschappelijke theorievorming over man/vrouw-verschil. Tussen 2007 en 2010 was ze als postdoctoraal onderzoeker verbonden aan de UGent. Ze was columniste voor Eos en Psyche & Brein, en redactielid van Wonder en is gheen Wonder, het tijdschrift van de sceptische organisatie SKEPP. Tussen 2010 en 2012 was ze hoofdredacteur van dat tijdschrift. Ze schreef ook freelance voor De Morgen en Filosofie Magazine. Sinds 2020 is ze columniste voor De Standaard.
Vandermassen is actief in het domein van de wijsgerige antropologie en de evolutionaire psychologie. Vertrekkend vanuit de traditie van Etienne Vermeersch, wil ze empirisch onderbouwd nadenken over menswetenschappelijke vraagstukken. Haar focus ligt daarbij op gender, seksualiteit en seksueel verschil. Ze betoogt dat de feministische theorievorming hierover voornamelijk ideologisch gekleurd is, in plaats van wetenschappelijk onderbouwd. Ze pleit voor een nieuw, biologisch geïnformeerd feminisme. Haar boek Dames voor Darwin (2019), een lijvige update van het in 2005 verschenen Darwin voor dames, maakte haar tot een vaste, zij het controversiële, stem in het publieke debat. Ze nam deel aan het tweede seizoen van het bekroonde tv-programma Taboe met Philippe Geubels, voor de aflevering met als thema 'vrouwen'.

## Prijzen
- In 2008 won ze de de ICF-Prijs "Andreas De Leenheer" voor jonge onderzoekers in het alfa-wetenschapsdomein.[3]
- In 2010 won ze de Prijs Lucien De Coninck, voor hoogstaand wetenschappelijk onderzoek gecombineerd met humanistisch en vrijzinnig geïnspireerd maatschappelijk engagement.[4]
- Haar boek Darwin voor dames. Over feminisme en evolutietheorie was shortlisted voor de Socratesbeker 2006, voor beste filosofieboek.

## Publicaties
- Vandermassen, G. (2019). Dames voor Darwin. Over feminisme en evolutietheorie. Antwerpen: Houtekiet.
- Buskes, C., Hovius, R. & VANDERMASSEN, G. (2009). In Darwins woorden. Leven, werk en denken van Charles Darwin. Amsterdam: Nieuwezijds.
- VANDERMASSEN, G. (2005). Who’s Afraid of Charles Darwin? Debating Feminism and Evolutionary Theory. Lanham: Rowman & Littlefield.
- VANDERMASSEN, G. (2005). Darwin voor dames. Amsterdam: Nieuwezijds.